# Sint-Lucia, Jozef en Johannes Evangelistkapel

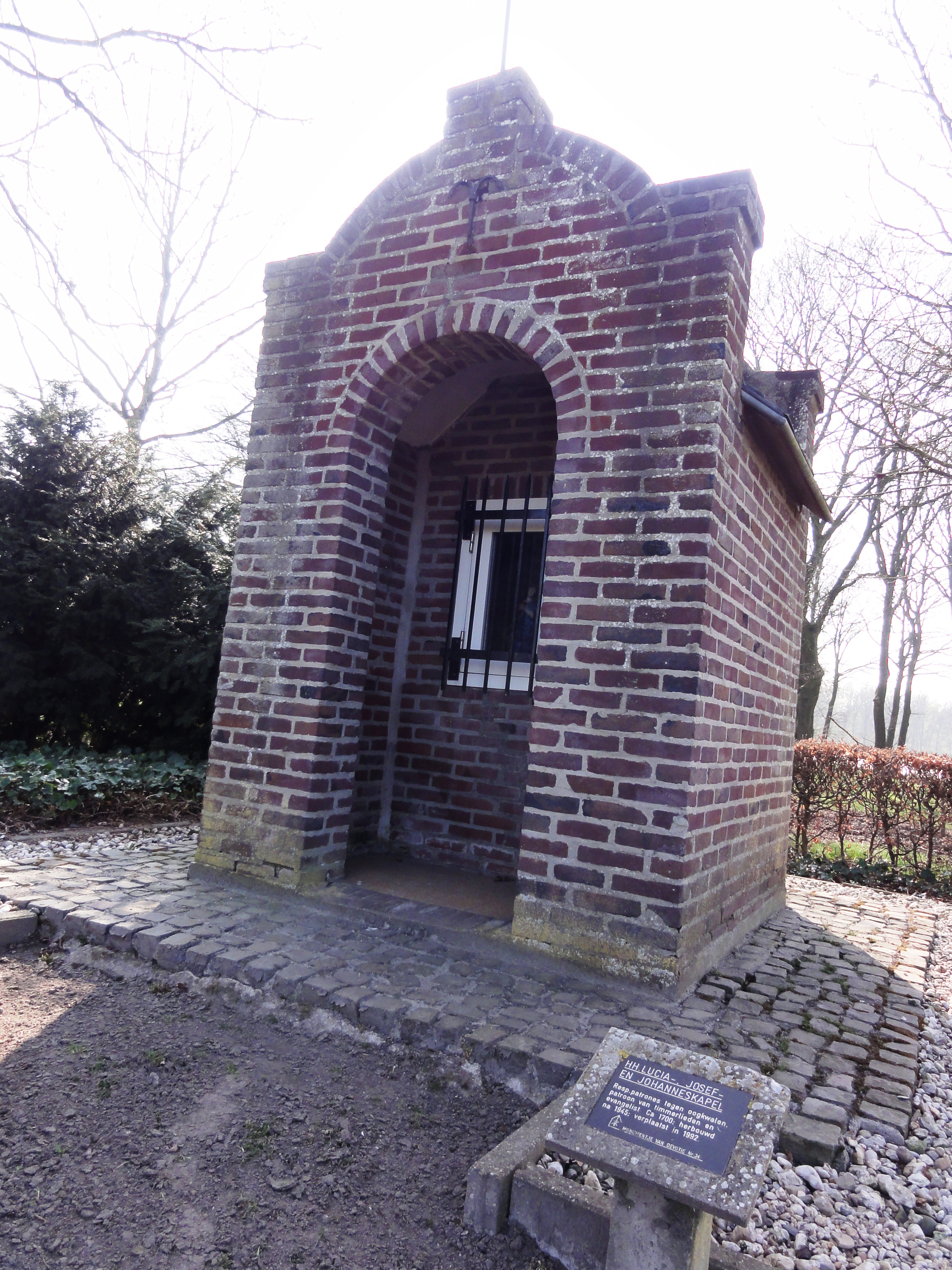
De kapel

De Mariakapel is een kapel in Castenray in de Nederlands Noord-Limburgse gemeente Venray. De kapel staat op ongeveer twee kilometer ten zuidwesten van het dorp aan de kruising van de Lollebeekweg met de Oosterbosweg en de Meterikseweg.
De kapel is gewijd aan Lucia van Syracuse, Jozef van Nazareth en Johannes de Evangelist.

## Geschiedenis
Rond 1700 werd de kapel gebouwd en stond toen aan de Lijkweg, een landweg tussen Castenray en Leunen die gebruikt werd voor het vervoer van overledenen naar het kerkhof in Venray.
In oktober 1944 werd de kapel tijdens de Tweede Wereldoorlog beschadigd door oorlogsgeweld. Na de oorlog werd in 1945 de kapel door lokale boeren hersteld.
In de jaren 1960 vond er een ruilverkaveling plaats waarbij de landweg werd opgeheven, waardoor de kapel midden in de akkers kwam te staan.
In 1992 werd de kapel met een kraanwagen verplaatst naar een nieuwe plek aan de kruising van de Lollebeekweg. Op 19 maart 1992 (de feestdag van Sint-Jozef) werd de kapel opnieuw ingezegend.

## Bouwwerk
De rode bakstenen kapel is gebouwd op een rechthoekig plattegrond en wordt gedekt door een verzonken zadeldak met leien. De frontgevel en achtergevel hebben schouderstukken en midden op deze gevels staat aan de voorzijde een kruis en aan de achterzijde een windvaan. In de frontgevel is de rondboogvormige toegang aangebracht.
Van binnen is de kapel uitgevoerd in baksteen. In de achterwand is een rechthoekige nis aangebracht die wordt afgesloten met een glasplaat in een houten kozijn en ervoor traliewerk. In de nis staan drie heiligenbeelden die uitgevoerd zijn in ongepolychromeerd eikenhout. Deze beelden zijn een kopie van de originelen die oorspronkelijk in de kapel stonden. De drie beelden tonen van links naar rechts Johannes de Evangelist (met boek onder de linkerarm en adelaar aan zijn voeten), Sint-Jozef (met op de linkerarm het kindje Jezus) en Sint-Lucia (met haar linkerhand op de borst).